# Hardturm-Stadion
El Hardturm-Stadion era un estadio de fútbol, situado en la ciudad de Zúrich, Suiza, que sirvió de sede habitual al Grasshopper-Club Zürich desde 1929 hasta su cierre en 2007. Además fue una de las sedes de la Copa Mundial de Fútbol de 1954.
Al momento de su apertura, tenía capacidad para 27 500 espectadores, pero al momento de su cierre su capacidad era de 17.666.
El estadio cerró definitivamente sus puertas en septiembre de 2007, mudándose desde entonces Grasshoppers al estadio Letzigrund, de sus rivales locales, el FC Zürich. Hardturm fue demolido a partir de diciembre de 2008 para dar lugar a uno nuevo, el Stadion Zürich, que sería compartido por ambos equipos. Sin embargo, el proyecto sufrió numerosas demoras y el predio que solía ocupar el Hardturm sigue vacante. La presentación del diseño del nuevo complejo está prevista para fines de 2012.

## Copa del Mundo 1954
Durante la V edición de la Copa Mundial de Fútbol se dieron partidos de la primera fase y el duelo por el tercer lugar.
| Fecha       | Fase         | Equipo           |                     | Resultado |                           | Equipo         | Espectadores   |
| ----------- | ------------ | ---------------- | ------------------- | --------- | ------------------------- | -------------- | -------------- |
| 16 de junio | Primera fase | Austria          | Bandera de Austria  | 1 - 0     | Bandera de Escocia        | Escocia        | 30 000 Reporte |
| 17 de junio | Primera fase | Hungría          | Bandera de Hungría  | 9 - 0     | Bandera de Corea del Sur  | Corea del Sur  | 18 000 Reporte |
| 19 de junio | Primera fase | Austria          | Bandera de Austria  | 5 - 0     | Bandera de Checoslovaquia | Checoslovaquia | 25 000 Reporte |
| 23 de junio | Primera fase | Alemania Federal | Bandera de Alemania | 7 - 2     | Bandera de Turquía        | Turquía        | 18 000 Reporte |
| 3 de julio  | Tercer lugar | Austria          | Bandera de Austria  | 3 - 1     | Bandera de Uruguay        | Uruguay        | 35 000 Reporte |